# Guus in Cyberstad
Guus in Cyberstad (Engels: Gus Goes to Cybertown) is een computerspel uit 1993 voor Windows 3.1 en Macintosh. Het spel (Guus in Cyberstad) is het eerste computerspel en ook het eerste deel van de serie Guus. Het spel is ontwikkeld en uitgegeven door Modern Media Ventures Inc en werd geproduceerd door Macromedia.
De Nederlandse versie werd geproduceerd door Halloween Educatieve Software. De Scandinavische versie werd geproduceerd door Ahead Multimedia AB in 1996, en bevat ook de Engelstalige versie. De stem van de Engelse originele versie werd ingesproken door, David Maloney, Pat Lewis en Bruce M. Goedde Jr.. De Nederlandse stem van Guus werd ingesproken door Erik Kriek.  

## Gameplay
De hoofdpersoon is Guus, Guus is een pratende en zingende hond, die samen met de speler op zoek moet gaan naar zijn vier cybervrienden, Rom, Rik, Roel en Rea. Ze worden ook wel de CyberBuds genoemd en de speler moet de vier cybervrienden van Guus zien te vinden die zich verstopt hebben op elk van de vijf locaties in het spel. Om de vrienden te vinden, klikt de speler op de objecten die op de plaatsen zijn geplaatst. In elke plaats is er ook een klein spel dat de speler moet spelen om de vrienden te vinden. Er moet niet alleen gezocht worden naar de vrienden van Guus, ook zijn er in het spel, spelletjes verstopt. Elke locatie heeft verschillende spelletjes waaronder spelling en cijferspellen tot vormherkenning en patroonvergelijking. Ook komen in de spelletjes verschillende liedjes voor.

## Guus in het cybertastische museum
Het spel, Guus in het cybertastische museum werd uitgebracht in 1996. Het spel bevat een tijdlijn die Guus door de tijd heen laat zien, van een Neanderthaler tot een futuristische ruimtevaarder. Naarmate de tijd veranderd, kunnen de spelers op andere items in het park klikken om ze ook te zien veranderen. Naarmate de speler het spel speelt worden ook de CyberBuds onthuld door interactie met verschillende delen van elk gebied. Deze personages bieden ook een schat aan educatieve informatie.

## Stemmen
| Taal       | Acteur/actrice      |
| ---------- | ------------------- |
| Engels     | David Maloney       |
| Engels     | Pat Lewis           |
| Engels     | Bruce M. Goedde Jr. |
| Nederlands | Erik Kriek          |
| Noors      | Rune Sundby         |
| Zweeds     | Jean-Paul Wall      |
| Zweeds     | Dani Duroj          |
| Fins       | Aage Asikainen      |
| Deens      | Erik Jörgensen      |

## Uitgave
| Nummer | Nederlandse titel                        | Originele titel                  | Jaar |
| ------ | ---------------------------------------- | -------------------------------- | ---- |
| 1      | Guus in Cyberstad                        | Gus Goes to Cybertown            | 1993 |
| 2      | Guus in Cyberopolis                      | Gus Goes to Cyberopolis          | 1994 |
| 3      | Guus in het pretpark                     | Gus Goes to the Kooky Carnival   | 1995 |
| 4      | Guus gaat kamperen                       | Gus Goes to CyberStone Park      | 1996 |
| 5      | Guus in het cybertastische museum        | Gus Goes to the Megarific Museum | 1996 |
| 6      | De grote Guus en de Cyberbuds doe cd-rom |                                  | 1997 |
| 7      | Guus winterpret                          |                                  | 1998 |
| 8      | Guus is jarig                            |                                  | 1999 |